# Ambulu (Sumberasih)
Ambulu is een bestuurslaag in het regentschap Probolinggo van de provincie Oost-Java, Indonesië. Ambulu telt 3643 inwoners (volkstelling 2010).